# Show-Live
Le Show Live est une émission de télévision française pour la jeunesse diffusée sur Canal J diffusé depuis le 2 octobre 2006 et présentée par Olivier Ligné. L'émission a été diffusée sur Canal J jusqu'en juin 2008.

## Diffusion
L'émission était diffusée du lundi au vendredi à 18 h 50 sur Canal J.
Elle a été sanctionnée par des spéciales telles que des spéciales Saint-Valentin ou encore Nouvel An chinois, Noël, cependant rien ne changeait par rapport à l'horaire de diffusion et à la règle du jeu. Cependant lors de ces "spéciales" les deux candidats remportaient un cadeau supplémentaire et le plateau accueillait un invité (généralement, un chanteur).

## Présentation
L'émission est présentée par Olivier Ligné.